# Shut Up and Drive
"Shut Up and Drive" je pjesma s Rihanninog trećeg studijskog albuma Good Girl Gone Bad koju su napisali Carl Sturken i Evan Rogers.

## O pjesmi
Pjesma sadrži elemente iz pjesme "Blue Monday" od New Order, uključujući naglašeni rock zvuk.
"Shut Up and Drive" je pop rock pjesma napisana u C# ključu s 133 otkucaja u minuti. Rihanna u pjesmi kaže da traži "klasificiranog vozača" i kaže mu da "začepi i vozi" (shut up and drive). Izdana je kao drugi singl s albuma u nekim dućanima 2007. godine.
"Shut Up & Drive" dobila je nagradu People's Choice Music Awards za "najpopularniju R&B pjesmu".

### Uspjeh na top ljestvicama
"Shut Up and Drive" deitirala je na 88. mjestu ljestvice u SAD Billboard Hot 100, i nakon nekoliko tjedana dospjela je na 15. kao svoje najviše mjesto, ne uspijevajući da postigne isti uspjeh kao prethodni singl "Umbrella". Na ljestvici Billboard Pop 100 dospjela je na 10. mjesto. Pjesma je postala Rihannina sedma pjesma broj 1 na ljestvici Hot Dance Club Play. Rihanna je postigla drugi najveći niz dance hitova na toj ljestvici zajedno s mnogo popularnijim izvođačicama Madonnom i Janet Jackson. Singl je od RIAA dobio platinastu certifikaciju zbog preko 1,18 milijuna prodanih primjeraka u digitalnom formatu. 
U Europi postigla je solidan uspjeh, u Švicarskoj je završila na 14., a u Švedskoj na 31. mjestu, a u Finskoj, Grčkoj, Nizozemskoj i Irskoj na jednom od prvih 5 mjesta. U Belgiji i Norveškoj pjesma je dospjela na jednom od prvih 20 mjesta. U Ujedinjenom Kraljevstvu pjesma je završila na petom mjestu, postajući Rihannin peti singl koji je dospio na jedno od prvih 10 mjesta na službenoj ljestvici. U Kanadi pjesma je završila na 6. mjestu ljestvice Canadian Hot 100.
U Australiji, pjesma "Shut Up and Drive" debitirala je i dospjela za sebe najviše 4. mjesto na australskoj ARIA ljestvici, postajući drugi singl s albuma koji je završio na jednom od prvih 5 mjesta. Dobio je zlatnu certifikaciju za prodanih preko 35.000 primjeraka.

## Kritički osvrt
Pjesma je primila različite kritike od glazbenih kritičara.

### Slant Magazine
Kritičar magazina Slant Magazine izjavio je da pjesma nije oživjela svoj banalan naslov.

### The Village Voice
Kritičar magazina The Village Voice opisao ju je kao istovremeno "šašavu i seksualno drsku ".

### Allmusic
U magazinu Allmusic, pjesma je opisana: "mekana, gotova tvrdnja... nesumnjivo je da je kao  'Freak Like Me', propast od Sugababes iz 2002. godine "

## Popis pjesama
EU 12" promotivni vinilni singl (B794305-01, RISHUTV)
Strana A
1. "Shut Up and Drive" (Instrumentalno) - 3:32
2. "Shut Up and Drive"  (Radio Edit) - 3:32

Strana B
1. "Shut Up and Drive"  (Wideboys Club Mix) - 6:36

EU 12" picture disc vinilni (174612, 0-06025-1746121-5)
Strana A
1. "Shut Up and Drive"  (Wideboys Club Mix) - 6:36

Strana B
1. "Shut Up and Drive"  (Radio Edit) - 3:32
2. "Shut Up and Drive" (Instrumentalno) - 3:32

EU CD singl (602517461185)
1. "Shut Up and Drive"  (Radio Edit) - 3:32
2. "Shut Up and Drive"  (Wideboys Club Mix) - 6:36

EU enhanced Maxi-singl (0602517467422)
1. "Shut Up and Drive"  (Radio Edit) - 3:32
2. "Shut Up and Drive"  (Wideboys Club Mix) - 6:36
3. "Shut Up and Drive" (Instrumentalno) - 3:32
4. "Shut Up and Drive" (Spot)

## Videospot
Spot za pjesmu režirao je Anthony Mandler, a za koreografiju pobrinula se Tina Landon. Početna scena prikazuje Rihannu kako automobil Ferrari F430 uvozi u garažu. U spotu se još pojavljuju automobili Ford Mustang i Škoda Rapid.
Spot je snimljen na smetljištu u Pragu, i u njemu se pojavljuje velik broj bačenih europskih automobila s češkim registarskim tablicama. Premijera spota desila se 4. srpnja 2007. godine na MTV-jevom Total Request Live. 9. srpnja iste godine spot je debitirao na TRL ljestvici na 10. mjestu, a 20. kolovoza dospio je na 4. mjesto.
Dijelovi spota su od NASCAR Nextel Cup.
Spot je pregledan preko 31 milijun puta na YouTube-u. 
Prikazuje Rihannu kako, zajedno s pomoćnim plesačicama, pleše u garaži odjevena u zelene hlače i bijelu potkošulju. Jedna scena prikazuje Rihannu kako pjeva na pozornici odjevena u haljinu s točkicama.

## Top ljestvice
| Top ljestvica (2007)              | Najviša pozicija |
| --------------------------------- | ---------------- |
| Australija                        | 4                |
| Belgija                           | 9                |
| Kanada                            | 7                |
| Nizozemska                        | 7                |
| Francuska                         | 33               |
| Irska                             | 4                |
| Italija                           | 8                |
| Novi Zeland                       | 12               |
| Njemačka                          | 6                |
| Rumunjska                         | 14               |
| Švedska                           | 31               |
| Švicarska                         | 14               |
| SAD Billboard Hot 100             | 15               |
| SAD Billboard Hot Dance Club Play | 1                |
| SAD Billboard Pop 100             | 10               |
| Ujedinjeno Kraljevstvo            | 5                |